# Archanara resoluta
Archanara resoluta là một loài bướm đêm trong họ Noctuidae.